# Cartagena FC
Cartagena FC is een Spaanse voetbalclub uit Cartagena.

## Geschiedenis
De club werd opgericht in 1940 als Unión Deportiva Cartagenera. Na jaren op regionaal niveau te spelen dook de club in 1953 voor het eerst op in de nationale reeksen, in de derde klasse. Dit was kort na het verdwijnen van Cartagena CF. Na jaren in de subtop promoveerde de club in 1961 en wijzigde dat jaar ook de naam in Club Deportivo Cartagena. Na twee seizoenen degradeerde de club weer. Tot 1974 eindigde de club steevast in de top vier en in 1974 werd de huidige naam aangenomen, een jaar later verdwenen ze weer naar de regionale reeksen. In 1980 promoveerde de club weer naar de derde klasse en twee jaar later terug naar de tweede klasse, waar ze zes seizoenen op rij speelden. Enkel in 1985 kon de club in de top tien eindigen, toen ze achtste werden.
In 1995 degradeerde de club ook uit de derde klasse en een jaar later werden ze opgedoekt. In 2002 begon de club terug in lage reeksen als satellietclub van FC Cartagena. In 2009 slaagde de club erin om naar de nationale reeksen te promoveren, de vierde divisie. De club maakte er drie seizoenen vol en degradeerde dan. Na één seizoen keerde de club terug.
In 2014 werd de club terug helemaal zelfstandig en waren ze financieel gezond. Na een nieuwe degradatie in 2015 speelt de club opnieuw op regionaal niveau. 
Sinds seizoen 2015-2016 werd de naam van de ploeg veranderd in Cartagena FC UCAM.
Tijdens het overgangsjaar 2020-2021 kon de ploeg een plaats afdwingen in de nieuw gecreërde Tercera División RFEF Grupo 13, wat eigenlijk inhield dat de ploeg daalde van het vierde naar het nieuwe vijfde niveau van het Spaans voetbal.  Op het einde van het seizoen 2021-2022 kon het behoud niet verzekerd worden en het daaropvolgende jaar schreef de club geen ploeg in en bleef de activiteit beperkt tot jeugdvoetbal.
Op 4 juli werd er met Mar Menor FC een samenwerkingsakkoord getekend.  Daardoor verhuisde de ploeg uit San Javier voor minstens vijf seizoenen naar Cartagena.  De ploeg ging verder onder de naam Racing Cartagena Mar Menor.

## Seizoen per seizoen
| Seizoen | Niveau | Divisie  | Plaats | Copa del Rey |
| ------- | ------ | -------- | ------ | ------------ |
| 1940–53 | 4      | Regional | —      |              |
| 1953/54 | 3      | 3ª       | 16de   |              |
| 1954/55 | 3      | 3ª       | 4de    |              |
| 1955/56 | 3      | 3ª       | 2de    |              |
| 1956/57 | 3      | 3ª       | 4de    |              |
| 1957/58 | 3      | 3ª       | 2de    |              |
| 1958/59 | 3      | 3ª       | 3de    |              |
| 1959/60 | 3      | 3ª       | 5de    |              |
| 1960/61 | 3      | 3ª       | 2de    |              |
| 1961/62 | 2      | 2ª       | 11de   |              |
| 1962/63 | 2      | 2ª       | 13de   |              |
| 1963/64 | 3      | 3ª       | 2de    |              |
| 1964/65 | 3      | 3ª       | 2de    |              |
| 1965/66 | 3      | 3ª       | 2de    |              |
| 1966/67 | 3      | 3ª       | 4de    |              |
| 1967/68 | 3      | 3ª       | 3de    |              |
| 1968/69 | 3      | 3ª       | 2de    |              |
| 1969/70 | 3      | 3ª       | 4de    |              |
| 1970/71 | 3      | 3ª       | 2de    |              |
| 1971/72 | 3      | 3ª       | 2de    |              |
| 1972/73 | 3      | 3ª       | 2de    |              |
| 1973/74 | 3      | 3ª       | 3de    |              |
| 1974/75 | 3      | 3ª       | 17de   |              |
| 1975/76 | 4      | Regional | 4de    |              |
| 1976/77 | 4      | Regional | 1ste   |              |

| Seizoen   | Niveau | Divisie    | Plaats      | Copa del Rey |
| --------- | ------ | ---------- | ----------- | ------------ |
| 1977/78   | 4      | 3ª         | 2de         |              |
| 1978/79   | 4      | 3ª         | 5de         |              |
| 1979/80   | 4      | 3ª         | 1ste        |              |
| 1980/81   | 3      | 2ªB        | 5de         |              |
| 1981/82   | 3      | 2ªB        | 2de         |              |
| 1982/83   | 2      | 2ª         | 16de        |              |
| 1983/84   | 2      | 2ª         | 16de        |              |
| 1984/85   | 2      | 2ª         | 8de         |              |
| 1985/86   | 2      | 2ª         | 14de        |              |
| 1986/87   | 2      | 2ª         | 15de        |              |
| 1987/88   | 2      | 2ª         | 20de        |              |
| 1988/89   | 3      | 2ªB        | 7de         |              |
| 1989/90   | 3      | 2ªB        | 11de        |              |
| 1990/91   | 3      | 2ªB        | 2de         |              |
| 1991/92   | 3      | 2ªB        | 1ste        |              |
| 1992/93   | 3      | 2ªB        | 5de         |              |
| 1993/94   | 3      | 2ªB        | 5de         |              |
| 1994/95   | 3      | 2ªB        | 16de        |              |
| 1995/96   | 4      | 3ª         | 2de         |              |
| 1996/97   | 4      | 3ª         | (Ontbonden) |              |
| 1997–2002 | —      | —          | —           |              |
| 2002/03   | 6      | 1ª Reg.    |             |              |
| 2003/04   | 6      | 1ª Reg.    | 4de         |              |
| 2004/05   | 5      | Reg. Pref. | 8de         |              |
| 2005/06   | 5      | Reg. Pref. | 7de         |              |

| Seizoen | Niveau | Divisie         | Plaats | Copa del Rey |
| ------- | ------ | --------------- | ------ | ------------ |
| 2006/07 | 5      | Reg. Pref.      | 9de    |              |
| 2007/08 | 5      | Reg. Pref.      | 11de   |              |
| 2008/09 | 5      | Reg. Pref.      | 3de    |              |
| 2009/10 | 4      | 3ª              | 13de   |              |
| 2010/11 | 4      | 3ª              | 14de   |              |
| 2011/12 | 4      | 3ª              | 16de   |              |
| 2012/13 | 5      | Reg. Pref.      | 3de    |              |
| 2013/14 | 4      | 3ª              | 13de   |              |
| 2014/15 | 4      | 3ª              | 16de   |              |
| 2015/16 | 5      | Reg. Pref.      | 10de   |              |
| 2016/17 | 5      | Reg. Pref.      | 10de   |              |
| 2017/18 | 5      | Reg. Pref.      | 13de   |              |
| 2018/19 | 5      | Reg. Pref.      | 2de    |              |
| 2019/20 | 4      | 3ª              | 17de   |              |
| 2020/21 | 4      | 3ª              | 8ste   |              |
| 2021/22 | 5      | 3ª RFEF         | 15de   |              |
| 2022/23 |        | Geen competitie |        |              |

Águilas FC ·
Atlético Pulpileño · 
CD Bullense ·
FC Cartagena B ·
Cartagena FC ·
EDMF Churra ·
CAP Ciudad de Murcia ·
El Palmar CF ·
Huércal-Overa CF ·
La Unión Atlético CF ·
Lorca FC ·
UD Los Garres ·
Mar Menor FC · 
Mazarrón FC ·
CD Minera ·
SFC Minerva ·
Muleño CF · 
Real Murcia B ·
Racing Murcia FC ·
UCAM Murcia CF B ·
Olímpico de Totana ·
CD Plus Ultra